# Fricourt
Fricourt ist eine nordfranzösische Gemeinde mit 469 Einwohnern (Stand 1. Januar 2022) im Département Somme in der Region Hauts-de-France. Die Gemeinde gehört zum Kanton Albert und ist Teil der Communauté de communes du Pays du Coquelicot.

## Geographie
Fricourt liegt rund viereinhalb Kilometer östlich von Albert etwas nördlich der Départementsstraße 938, an der der Ortsteil Saint-Quentin liegt. Im Süden erstreckt sich das Gemeindegebiet bis über die Départementsstraße 329 hinaus bis zum Flughafen Albert-Picardie.

## Geschichte

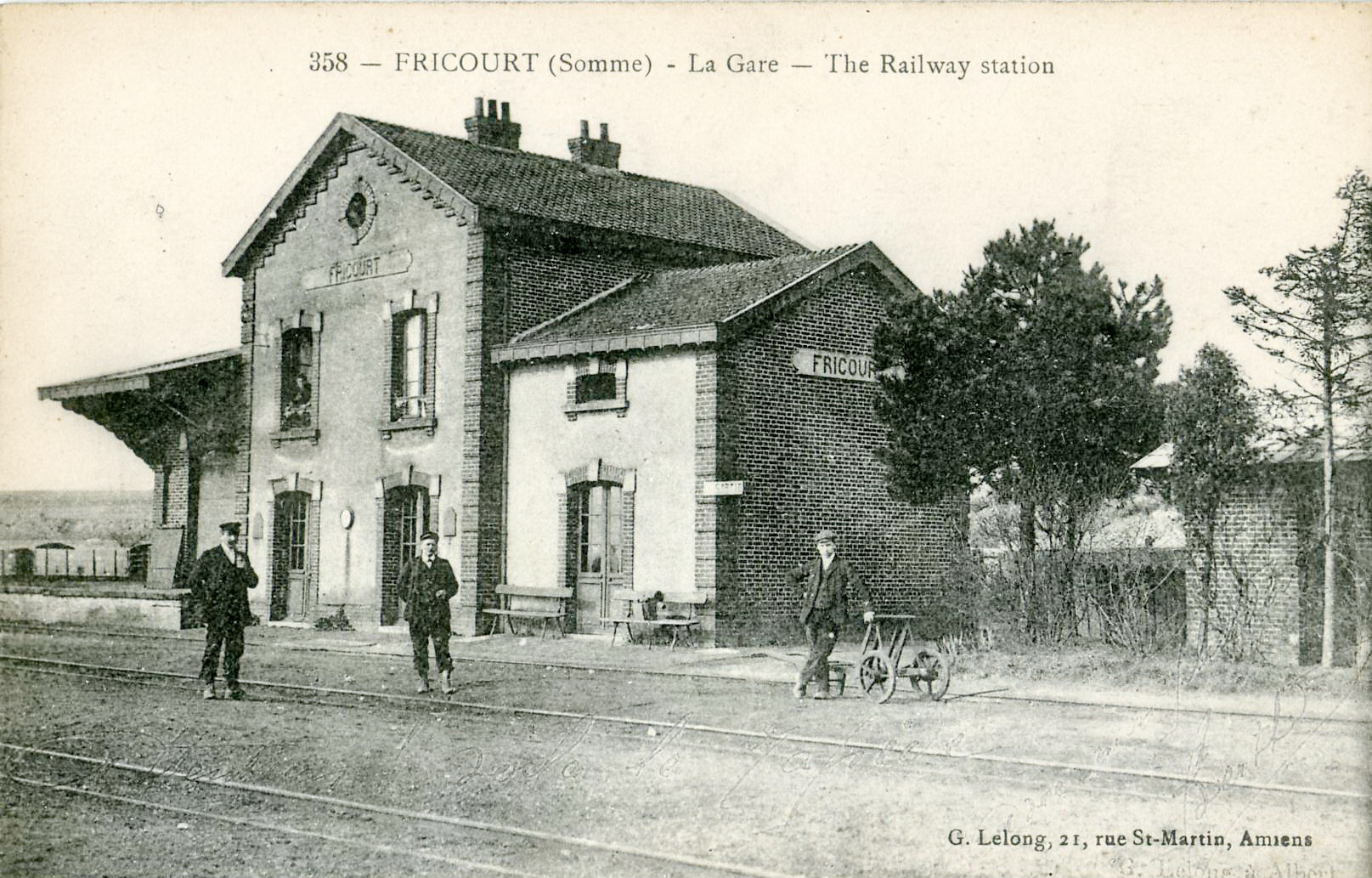
Bahnhofsgebäude in Fricourt (zeitgenössische Postkarte)

Von 1899 bis 1948 besaß Fricourt einen Bahnhof an der schmalspurigen Lokalbahn der Chemins de fer départementaux de la Somme, an dem sich die Strecken von Albert nach Montdidier und nach Ham verzweigten. Fricourt war am 1. Juli 1916, dem ersten Tag der Schlacht an der Somme, heftig umkämpft. Am Morgen des 2. Juli 1916 besetzten britische Truppen Fricourt kampflos.
Nach dem Ersten Weltkrieg wurde es wieder aufgebaut. Es erhielt als Auszeichnung das Croix de guerre 1914–1918.

## Einwohner
| 1962 | 1968 | 1975 | 1982 | 1990 | 1999 | 2006 | 2010 |
| ---- | ---- | ---- | ---- | ---- | ---- | ---- | ---- |
| 439  | 471  | 477  | 502  | 466  | 448  | 492  | 502  |

## Sehenswürdigkeiten
- Kirche Saint-Jean-Baptiste

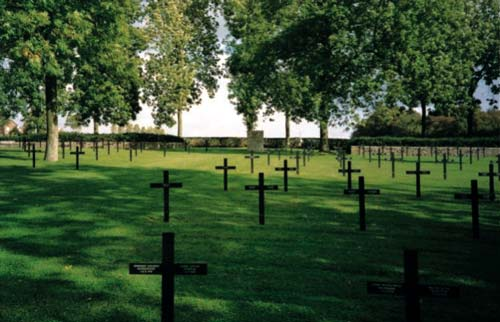
Der deutsche Soldatenfriedhof Fricourt

- Die Deutsche Kriegsgräberstätte Fricourt am Nordrand des Orts mit über 17.000 Bestattungen.
- Sechs britische Soldatenfriedhöfe im Gemeindegebiet